# ゴールデンアイ作戦
ゴールデンアイ作戦（ゴールデンアイさくせん、英: Operation Goldeneye）は、第二次世界大戦中に連合軍が遂行した特殊作戦である。当時枢軸国に接近しつつあったフランシスコ・フランコ将軍のスペインを監視し、また同盟を阻止するべく各種サボタージュを行う事が目的であった。英海軍情報部(NID)のエージェントだったイアン・フレミング中佐によって指揮された。
1943年、情勢から判断して以後スペインの枢軸国加盟は起こり得ないと判断され、作戦は終了した。なお、「ゴールデンアイ」という語は、後に作家に転じたフレミング中佐により、彼がジャマイカに建てた別荘の名前や『ジェームズ・ボンド』シリーズのタイトルに使われた。

## 背景

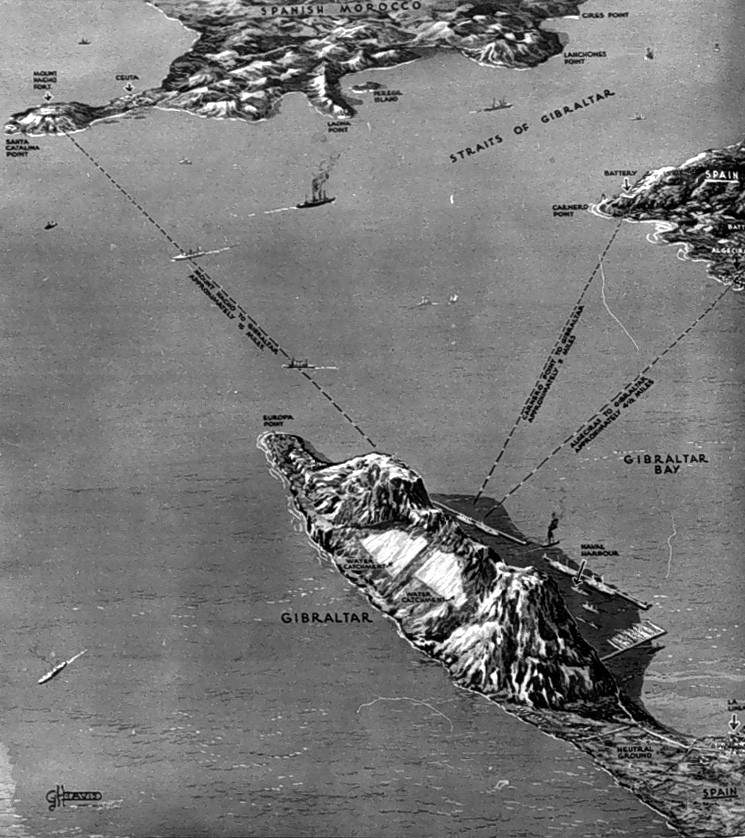
1939年のイラストレイテド・ロンドン・ニュースに掲載されたジブラルタル海峡の地図。

作戦の目的は、スペインが何らかの理由から枢軸国に加盟、あるいは侵略された場合においてもジブラルタル海峡におけるイギリス軍の交通を確保する事であり、これの達成の為にごく限られた規模でサボタージュが行われた。1940年8月、NIDのイアン・フレミング中佐が計画責任者に任命される。フレミングは作戦遂行にあたり、レーダー装置と赤外線カメラの設置の可能性を特に懸念していた。これは英国海軍にとって地中海における戦略上の脅威であり、また連合軍の大西洋向け輸送における脅威でもあった。
フレミングは外交特使(courier)の身分でパスポートを発行し、1941年2月16日よりジブラルタルに潜入した。到着後、彼はマドリード駐在の英海軍武官アラン・ヒルガースとの連絡を確保する。ヒルガースはイベリア半島に所在するドイツ軍の情報や、ゲリラ戦およびサボタージュに関する作戦立案に協力した。フレミングのジブラルタル潜入の主な目的は、ゴールデンアイ作戦の為にロンドンと安全な連絡を確保して連絡拠点を設置する事であり、連絡拠点の監理はNIDエージェントのH・L・グリーンスリーブス(H.L. Greensleeves)に一任された。また万が一ジブラルタルがドイツ軍に占領された場合の代替として、タンジールにも同様の連絡拠点を設置している。なお、この最中に彼は査察旅行の最中だったOSS長官ウィリアム・ドノバンと出会っている。1941年2月26日、フレミングはロンドンに戻る。
1941年5月20日、米国派遣の途中に立ち寄ったリスボンにて、フレミングは多くの諜報関係者らと会談し、ゴールデンアイ作戦の遂行に関する協力を取り付ける。
これと共に作戦開始に向けて機材・施設の点検も行っている。アングロ・アメリカ諜報委員会(Anglo-American Intelligence Committee)では北アフリカ、イベリア半島での活動に向けた調整を行った。
1942年、連合軍の北アフリカ侵攻（トーチ作戦）を控える中、ゴールデンアイ作戦の続行が危うくなる。枢軸国ではサボタージュ等の発生を警戒して監視を強化し、イタリア海軍の精鋭フロッグマン部隊である第10魚雷艇団（デチマ・マス）を派遣して連合軍輸送船団への攻撃を激化させたのである。
1943年8月、スペインの枢軸国参加の可能性が低下した為、ゴールデンアイ作戦は共に展開されていたトレーサー作戦と共に中止された。

## その後

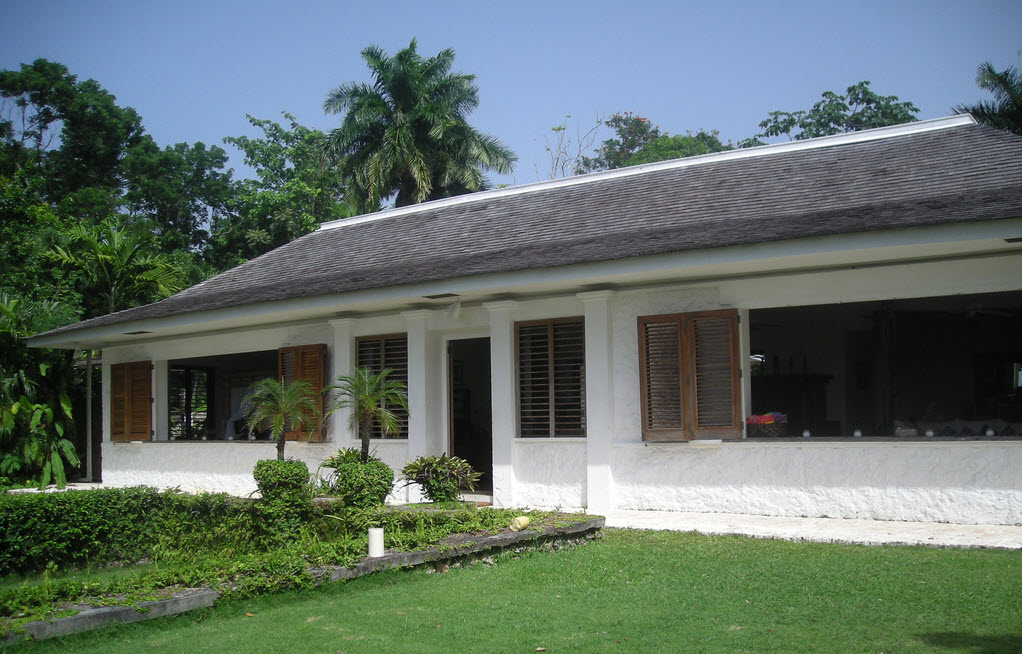
フレミングの別荘「ゴールデンアイ」。彼はここで『ジェームズ・ボンド』シリーズの執筆を行った。

戦後、フレミングはジャマイカに別荘を購入し、これに作戦名から取った「ゴールデンアイ」という名前を与え、ここで『ジェームズ・ボンド』シリーズの執筆を行った。また、『ジェームズ・ボンド』シリーズの映画『007 ゴールデンアイ』のタイトルもこの作戦名に因む。

## 注・出典

### 注記
1. ↑  サボタージュ作戦は特殊作戦執行部(SOE)のセクションHにより実施された[7]。